# Marc-André Bourdon
Pour les articles homonymes, voir Bourdon.
Marc-André Bourdon (né le 17 septembre 1989 à St-Hyacinthe, dans la province de Québec au Canada) est un joueur canadien de hockey sur glace.

## Carrière
Marc-André Bourdon a joué en midget espoir avec les Éclaireurs de Polybel. Par la suite, en 2005-2006, il a évolué pour les Gaulois du Collège Antoine-Girouard de St-Hyacinthe dans la ligue de développement midget AAA du Québec. Il fut finaliste pour le Trophée Michel-Daoust/Quality-Comfort, remis au meilleur défenseur, et nommé dans la première équipe d'étoiles.
À l'été 2005, il fut sélectionné par les Huskies de Rouyn-Noranda, de la Ligue de hockey junior majeur du Québec, en 4e tour, 57e au total. Il joua son premier match dans la LHJMQ le 15 septembre 2006 contre les Olympiques de Gatineau. À son deuxième match, il amassa son premier point en carrière dans une victoire des Huskies sur les Foreurs de Val-d'Or. Son premier but fut inscrit le 12 décembre, à son 28e match, contre le gardien Olivier Laliberté des Olympiques de Gatineau en désavantage numérique, et ce, sans aide. Il termina sa première saison avec un total de deux (2) buts et vingt-six (26) passes pour vingt-huit (28) points, et un différentiel de +9. En séries éliminatoires, les Huskies de Rouyn-Noranda se sont inclinés en demi-finale contre les futurs champions de la Coupe du président, les Maineiacs de Lewiston. En seize matchs, Bourdon récolta quatre aides et un différentiel de -2.
En septembre 2007, Bourdon amorça sa deuxième saison dans la LHJMQ. Tout au long de la saison, il s'affirma comme l'un des piliers défensifs des Huskies et de la LHJMQ. Ses qualités de leadership lui permirent de partager le titre d'assistant avec trois autres de ses coéquipiers et de porter le 'C' du capitaine plus souvent qu'à son tour, si bien que, vers la fin de la saison, le titre lui a été assigné naturellement.
Bourdon termina la saison au 3e rang des pointeurs de la ligue au niveau des défenseurs avec 59 points (12 buts - 47 passes) en 69 matchs en plus d'un différentiel de +39. Il n'a pas négligé non plus le jeu physique comme en témoigne ses 104 mises en échec et ses 114 minutes de punition. Tous ses efforts lui ont permis d'aider son équipe à terminer au premier rang du classement général de la saison régulière. Il a de plus remporté le trophée Émile "Butch" Bouchard remis au meilleur défenseur de la LHJMQ, et nommé dans la première équipe d'étoiles.
En séries éliminatoires, au premier tour, les Huskies ont affronté les Foreurs de Val d'Or qui avaient terminé au 8e rang de leur section. Le duel de la 117 était donc inégal si bien que les Huskies ont balayé la série en quatre parties dominant 28-8 au chapitre des buts. Bourdon amassa un but et huit passes pour neuf points ainsi qu'un différentiel de +8. En deuxième ronde, les Huskies ont disposé de l'Océanic de Rimouski en 4 matchs. Ensuite, ce fut au tour des Sea Dogs de Saint-Jean de gouter à la médecine des Huskies. Pour la première fois de leur histoire, les Huskies ont atteint la finale de la LHJMQ. Ils se sont inclinés en 5 matchs contre les Olympiques de Gatineau. Marc-André Bourdon termina les séries éliminatoires au 3e rang des défenseurs avec deux (2) buts et seize (16) mentions d'aide pour dix-huit (18) points avec un différentiel de +10 et vingt-neuf (29) mises en échec.
Le 21 juin 2008, Marc-André Bourdon réalisa certainement un de ses plus grands rêves de jeunesse en étant repêché par une équipe de la Ligue nationale de hockey. En effet, il fut sélectionné en 3e ronde, au 67e rang, par les Flyers de Philadelphie.
Les 17 et 19 novembre 2008, Bourdon participa au Défi ADT Canada-Russie. L'équipe LHJMQ a remporté le premier match au compte de 5-3. Le match suivant a cependant été gagné par les membres de l'équipe russe 4-3. Bourdon termina la compétition avec zéro point, un différentiel de -2, 5 lancers et 3 mises en échec.
Le 6 janvier 2009, Marc-André Bourdon est échangé à l'Océanic de Rimouski en compagnie de Matthew Dopud et Justin MacNaughton en retour de six (6) choix au repêchage. Bourdon a donc joué son dernier match avec les Huskies de Rouyn-Noranda le 4 janvier contre les Cataractes de Shawinigan remportant une victoire de 3-2. Il termina son séjour en Abitibi avec vingt-cinq (25) buts, cent (100) passes pour un total de cent vingt-cinq (125) points en cent soixante-neuf (169) matchs.
En saison régulière avec l'Océanic de Rimouski, Bourdon récolta sept (7) buts et quinze (15) passes pour un total de vingt-deux (22) points en dix-sept (17) matchs, et un différentiel de +12. En séries éliminatoires, l'Océanic a triomphé des Saguenéens de Chicoutimi en 4 matchs et des Wildcats de Moncton en 5 parties. Leur parcours s'est cependant terminé en demi-finale contre les Voltigeurs de Drummondville. Les futurs champions de la LHJMQ ont remporté la série en seulement 4 matchs. Bourdon a terminé les séries avec un (1) but et douze (12) passes en treize (13) parties et un différentiel de -2.
Rimouski étant la ville hôtesse du tournoi de la Coupe Memorial, la saison de l'Océanic n'était pas terminée. Leur tournoi a débuté avec une défaite face aux champions de la WHL, les Rockets de Kelowna. L'Océanic s'est ressaisi en disposant des champions de la OHL, les Spitfires de Windsor, lors du deuxième match au compte de 5 à 4. Bourdon a été une des vedettes du matchs distribuant de solides mises en échec, notamment aux dépens du prolifique attaquant Taylor Hall, et récoltant trois (3) passes. Lors du dernier match de la ronde préliminaire, la troupe de Clément Jodoin s'est de nouveau inclinée face aux Voltigeurs de Drummondville. Ils ont donc dû disputer le match de bris d'égalité contre Windsor, match qu'ils ont perdu par la marque de 6 à 4. Bourdon a terminé le tournoi avec une fiche de quatre (4) passes et un différentiel de 0. Les Spitfires de Windsor ont ensuite remporté la Coupe Memorial. Ce tournoi marqua la fin de la carrière junior de Marc-André Bourdon.
Le 24 juillet 2009, Bourdon signa son premier contrat professionnel avec les Flyers de Philadelphie.
En 2009-2010, il a joué sa première saison professionnelle avec les Phantoms de l'Adirondack dans la Ligue américaine de hockey, club-école des Flyers de Philadelphie. En 61 matchs, Bourdon a amassé deux (2) buts et dix-sept (17) passes.

## Statistiques
| Saison     | Équipe                      | Ligue          |    | Saison régulière | Saison régulière | Saison régulière | Saison régulière | Saison régulière |   | Séries éliminatoires | Séries éliminatoires | Séries éliminatoires | Séries éliminatoires | Séries éliminatoires |
| Saison     | Équipe                      | Ligue          | PJ | B                | A                | Pts              | Pun              | PJ               | B | A                    | Pts                  | Pun                  |                      |                      |
| 2006-2007  | Huskies de Rouyn-Noranda    | LHJMQ          | 63 | 2                | 26               | 28               | 80               | 16               | 0 | 4                    | 4                    | 21                   |                      |                      |
| 2007-2008  | Huskies de Rouyn-Noranda    | LHJMQ          | 69 | 12               | 47               | 59               | 114              | 17               | 2 | 16                   | 18                   | 25                   |                      |                      |
| 2008-2009  | Huskies de Rouyn-Noranda    | LHJMQ          | 37 | 11               | 27               | 38               | 89               | -                | - | -                    | -                    | -                    |                      |                      |
| 2008-2009  | Océanic de Rimouski         | LHJMQ          | 17 | 7                | 15               | 22               | 23               | 13               | 1 | 12                   | 13                   | 25                   |                      |                      |
| 2008-2009  | Océanic de Rimouski         | Coupe Memorial | -  | -                | -                | -                | -                | 4                | 0 | 4                    | 4                    | 6                    |                      |                      |
| 2009-2010  | Phantoms de l'Adirondack    | LAH            | 61 | 2                | 17               | 19               | 53               | -                | - | -                    | -                    | -                    |                      |                      |
| 2010-2011  | Road Warriors de Greenville | ECHL           | 5  | 0                | 2                | 2                | 14               | 10               | 0 | 3                    | 3                    | 16                   |                      |                      |
| 2010-2011  | Phantoms de l'Adirondack    | LAH            | 46 | 1                | 9                | 10               | 84               | -                | - | -                    | -                    | -                    |                      |                      |
| 2011-2012  | Flyers de Philadelphie      | LNH            | 45 | 4                | 3                | 7                | 52               | 1                | 0 | 0                    | 0                    | 0                    |                      |                      |
| 2011-2012  | Phantoms de l'Adirondack    | LAH            | 18 | 1                | 3                | 4                | 31               | -                | - | -                    | -                    | -                    |                      |                      |
| 2012-2013  | Phantoms de l'Adirondack    | LAH            | 17 | 1                | 3                | 4                | 59               | -                | - | -                    | -                    | -                    |                      |                      |
| 2013-2014  | Phantoms de l'Adirondack    | LAH            | 7  | 0                | 3                | 3                | 12               | -                | - | -                    | -                    | -                    |                      |                      |
| Totaux LNH | Totaux LNH                  | Totaux LNH     | 45 | 4                | 3                | 7                | 52               | 1                | 0 | 0                    | 0                    | 0                    |                      |                      |